# Charles Rigault de Genouilly
Charles Rigault de Genouilly, francoski admiral, * 12. april 1807, † 4. maj 1873.
Z odliko se je bojeval med krimsko in drugo opijsko vojno, a najbolj je poznan po poveljstvu združenih francosko-španskih sil na začetku kampanje v Cochinchini, s katero se je pričela francoska zasedba Vietnama.
Poleg tega pa je bil tudi minister za vojno mornarico Francije (1867–70) in za vojno (1869).